# Oleg Dolmátov
Oleg Vasílievich Dolmátov (en ruso: Оле́г Васи́льевич Долма́тов; n. el 29 de noviembre de 1948, Cheliábinsk-40, actual Oziorsk) es un exfutbolista y entrenador ruso. Jugó como centrocampista en el FC Lokomotiv Krasnoyarsk, FC Kairat y FC Dynamo Moscú, así como en la selección de la Unión Soviética. Después de retirarse como futbolista inició su carrera como entrenador, en la que ha dirigido a numerosos equipos rusos.

## Selección nacional
Dolmátov hizo su debut para la URSS el 18 de septiembre de 1971 en un amistoso contra la India. Disputó 14 partidos para el equipo nacional de fútbol de la URSS y participó en la Eurocopa 1972. También jugó en un partido clasificatorio para la Copa Mundial de la FIFA 1978.

## Palmarés
- Soviet Top Liga
  - Campeón: 1976 (primavera)
- Copa de la URSS
  - Campeón: 1977
- UEFA Euro 1972, subcampeón
- Recopa de Europa
  - Subcampeón: 1972